# Morne Genty
Le morne Genty est un sommet d'origine volcanique situé sur la commune des Anses-d'Arlet en Martinique.

## Géologie
Le morne Genty était en activité au Pliocène, il y a 3 millions d'années. Son éruption a commencé par un épisode d'explosions phréato-magmatiques. Après l'émission de coulées de ponces, une activité effusive a suivi, produisant des dômes d'andésite et des coulées qui constituent le relief actuel.

## Activités

### Randonnée
Un chemin de randonnée, reliant Fonds-Fleury au bourg des Anses-d'Arlet, traverse le col sommital. Il permet d'accéder à un point de vue au niveau du sommet.

## Protection environnementale
Le site, pour sa géologie volcanique et sa flore, fait partie des aires volcaniques et forestières de la Martinique, proposées depuis 2014 au classement du patrimoine mondial.